# M86 Pursuit Deterrent Munition

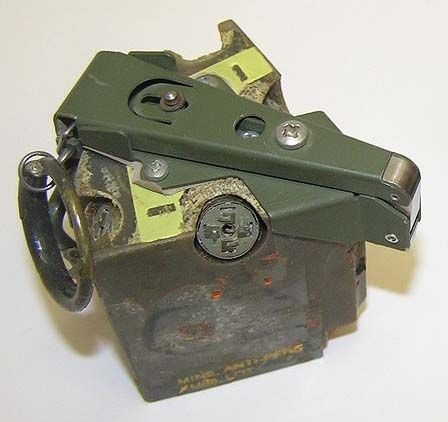
M86 PDM

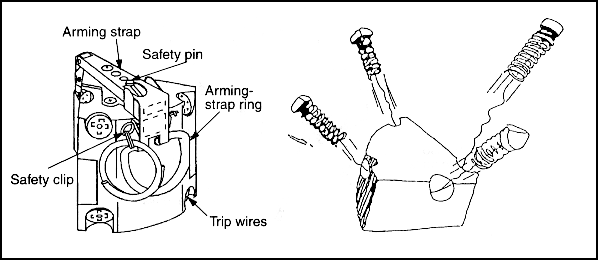
Schema und Prinzip der Aktivierung der Stolperdrähte

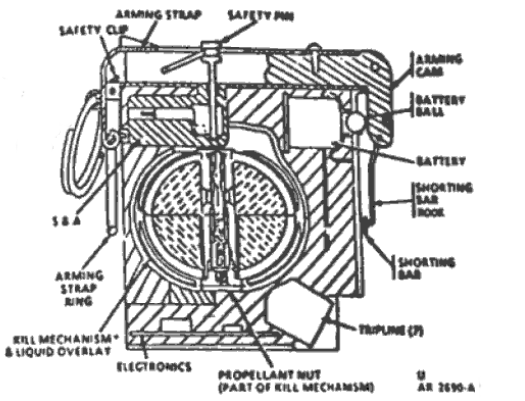
Schnittzeichnung

M86 Pursuit Deterrent Munition (PDM) ist eine im Jahre 1991 eingeführte US-amerikanische Antipersonenmine. Die Mine wird hauptsächlich von Spezialeinheiten bei Kommandounternehmen oder Hinterhalten genutzt, um sich bei eigenem Rückzug schnell vom Feind zu lösen beziehungsweise damit dieser keine Verfolgung aufnehmen kann. Es handelt sich um eine Variante der Area Denial Artillery Munition (ADAM), einer durch Artillerie verlegten Streumine.

## Geschichte
Um eine Verfolgung zu erschweren, wurden von amerikanischen Spezialeinheiten bis dahin konventionelle Antipersonenminen genutzt. Doch die Verlegung dieser Minen benötigt verhältnismäßig viel Zeit. Außerdem muss aufgrund der Einsatzregeln des Militärs der Vereinigten Staaten die Position dieser Minen festgehalten werden, weil diese über keinen Selbstzerstörungsmechanismus verfügen.
Der Entwicklungsauftrag für eine Variante der ADAM-Streumine wurde im September 1984 an Honeywell International vergeben. 1988 folgte der Produktionsauftrag. Die U.S. Regierung bestellte 42.919 Minen bei einem Preis von 260 USD pro Mine, was im Vergleich zu einfachen Antipersonenminen ein hoher Preis ist. Die Produktion fand in New Brighton statt. Während der Produkterprobung wurde eine Designschwäche aufgedeckt, wonach die ursprüngliche ADAM-Batterie bei tiefen Temperaturen nicht genügend Energie lieferte. Deswegen wurde Ende 1989 eine eigene Batterie für die PDM entwickelt. Noch vor dem Ende der Produktion, im Jahre 1990, wurde der für die PDM zuständige Teil von Honeywell als Alliant Techsystems ausgelagert. Zusätzliche 9500 PDMs wurden 1991 von Thiokol in der Louisiana Army Ammunition Plant produziert.
Eingeführt bei den US-amerikanischen Streitkräften wurde die PDM im Jahre 1991. Damit war die Waffe verfügbar zur Operation Desert Storm, der Offensive gegen den Irak im Zweiten Golfkrieg.
Das Vereinigte Königreich beschaffte eine kleine Menge der PDM. Im Jahre 1993 betrug der Bestand 204 Stück. Nach der Ratifizierung des Ottawa-Abkommens brauchte das Vereinigtes Königreich die Restbestände bis 1999 auf oder vernichtete sie.
Auch wenn die USA dem Ottawa-Abkommen nicht beitratet, werden die Bestände der Antipersonenminen nicht aufgefüllt. So lag der Bestand im Jahre 2010 bei 3777 PDMs.

## Technik
PDM ist eine abgewandelte Area Denial Artillery Munition (ADAM), also eigentlich eine durch Artillerie verlegte Streumine. Deswegen übernimmt die PDM fast alle Eigenschaften der ADAM, inklusive des ungewöhnlichen keilförmigen Aussehens. Eine integrierte Batterie versorgt die elektronischen Komponenten mit Energie. Es gibt sieben rund sechs Meter lange Stolperdrähte; werden diese oder die Mine selbst bewegt, löst die PDM eine Springladung aus, die in einer Höhe bis zu 2,5 m explodiert und Splitter in alle Richtungen verteilt. Wurde die PDM nicht ausgelöst zerstört sie sich nach vier Stunden von selbst. Eine Selbstzerstörung erfolgt auch bei einer technischen Störung zum Beispiel bei einer zu geringen Batteriespannung. Die PDM enthält eine sehr kleine Menge abgereichertes Uran, welches für den Fertigungsprozess erforderlich ist.
Im Unterschied zu der ADAM hat die PDM einen Sicherungsstift und Sicherungsbügel, ähnlich wie bei einer Handgranate. Als zusätzliche Sicherheit wird sie erst eine Minute nach dem Verlegen scharf. Außerdem wurde für die PDM eine Batterie, die gegen tiefere Temperaturen widerstandsfähiger ist, entwickelt.